# كوغي شيرايشي
كوغي شيرايشي (باليابانية: 白石晃士؛ بالكانا: しらいし こうじ) هو مونتير وكاتب سيناريو ومخرج ياباني، ولد في 1 يونيو 1973 في فوكوكا في اليابان.

## وصلات خارجية
- كوغي شيرايشي على موقع IMDb (الإنجليزية)
- كوغي شيرايشي على موقع ألو سيني (الفرنسية)
- كوغي شيرايشي على موقع أول موفي (الإنجليزية)
- كوغي شيرايشي على موقع قاعدة بيانات الأفلام السويدية (السويدية)
- كوغي شيرايشي على موقع قاعدة بيانات الفيلم (الإنجليزية)
- كوغي شيرايشي على موقع كينوبويسك (الروسية)